# Oirsbeek
Oirsbeek, en limbourgeois Oeësjbik, est un village néerlandais situé dans la commune de Beekdaelen, dans la province du Limbourg néerlandais. Le 1er janvier 2007, le village comptait 3 880 habitants.

## Histoire
Oirsbeek a été une commune indépendante jusqu'au 1er janvier 1982, date de son rattachement à Schinnen.